# Maihaugen
Maihaugen est un musée de plein air norvégien fondé en 1904, qui regroupe 200 bâtiments, des expositions, des cafés et des activités.

## Historique
C’est comme jeune dentiste qu’Anders Sandvig, le fondateur de Maihaugen, s’installa à Lillehammer en 1885. Il souffrait alors d’une grave maladie des poumons et pensait n’avoir que quelques mois à vivre. Le climat de la ville était considéré comme propice aux malades des poumons, et graduellement il retrouva la santé. Il mourut en 1950 à l’âge de 88 ans.
Comme dentiste, Sandvig avait la responsabilité de toute la vallée de  Gudbrandsdalen. Lors de ses visites dans la vallée, il commença de collectionner des objets provenant de la culture paysanne qui était en train de disparaître. Le Nordiska Museet)  de Stockholm achetait à cette époque un grand nombre d’objets dans le Gudbrandsdalen et Sandvig pensait qu’il était important que ces objets ne quittent pas le pays.
Il ne collectionnait pas uniquement ce qui était précieux et spécial. Les objets du quotidien étaient tout aussi intéressants pour lui. Il acheta aussi des maisons qu’il remonta dans son jardin au centre de Lillehammer. Il put alors y exposer les objets achetés. Sa collection fut transportée à Maihaugen en 1904. Aujourd’hui, le musée compte 200 bâtiments historiques.